# Dreamer Deceiver
«Dreamer Deceiver» es una canción de la banda británica de heavy metal Judas Priest, que aparece como la tercera pista en el disco Sad Wings of Destiny de 1976. Fue escrita por Rob Halford, K.K. Downing, Glenn Tipton y Al Atkins, sin embargo, este último no fue parte de su creación ya que fue compuesta entre los años 1974 y principios de 1975 cuando él ya estaba fuera de la banda. En posteriores remasterizaciones del disco su acreditación como escritor es omitida, aun así es reconocida por la página oficial de la banda.
Es considerada una power ballad con claros toques del rock espacial. Su letra hace mención a una entidad que se lleva al narrador a un mundo espiritual sin retorno, una especie de cielo, de la cual no quiere irse. Dicho relato es considerada como una metáfora al viaje que realiza una persona al morir.

## Crítica
Es conocida dentro del mundo del heavy metal por mostrar la calidad y rango vocal de Rob Halford, que incluso algunos músicos ajenos al género han realizado críticas a su interpretación. Una de ellas es la profesora estadounidense de música clásica Claudia Friedlander que en su crítica mencionó «...comienza con un alto magnífico y un messa di voce que sorprende, al escuchar como baja su voz real a tal punto de quedar mudo», además comentó «...más tarde en la canción se mueve a un alto estridente, una especie de grito que se puede decir que su laringe está en una posición mucho más alta (falsete)».

## Músicos
- Rob Halford: voz
- Glenn Tipton: guitarra y piano
- K.K. Downing: guitarra
- Ian Hill: bajo
- Alan Moore: batería